# エドムンド・プランタジネット (ラトランド伯)
ラットランド（ラトランド）伯エドムンド（エドマンド）・プランタジネット（Edmund Plantagenet, Earl of Rutland, 1443年5月17日 - 1460年12月30日）は、イングランドの王族であり、ヨーク公リチャードとセシリー・ネヴィルの（早世しなかった中では）2番目の息子である。

## 生涯
エドムンドはルーアンで生まれた。後の国王エドワード4世の弟であり、ブルゴーニュ公シャルル夫人マーガレット、クラレンス公ジョージ、国王リチャード3世の兄であった。
エドムンドはラットランド伯を名乗った。薔薇戦争中のウェイクフィールドの戦い（1460年12月30日）に敗れ、敵であるランカスター派のクリフォード卿の命令（一説にはクリフォード卿自身の手にかかって）によって17歳の若さで処刑された。エドムンドの首は、父リチャード、母方の伯父ソールズベリー伯と共に、ヨークの街の城門にさらされた。
シェイクスピアの戯曲「ヘンリー六世 第3部」の中では、ラットランド伯は史実とは異なり、一番下の弟ということになっており、「命乞いの後にクリフォード卿に惨殺される少年」という脚色された形で描かれている。